# Sarks herrlandslag i fotboll
Sarks herrlandslag i fotboll representerar Sark i fotboll för herrar. Laget kontrolleras av Sark Football Association, och är inte med i Fifa eller Uefa, och därmed får man inte kvalspela till de stora turneringarna.
Däremot deltar Sark i Internationella öspelen.